# 拉格蘭奇 (加利福尼亞州)
拉格蘭奇（英語：La Grange）是位於美國加利福尼亞州斯坦尼斯洛斯縣的一個非建制地區。該地的面積和人口皆未知。

## 地理
拉格蘭奇的座標為37°39′49″N 120°27′49″W / 37.66361°N 120.46361°W，而該地的平均海拔高度為76米（即249英尺）。